# Lada Soběslav
Lada Soběslav byla česká firma vyrábějící šicí stroje sídlící v jihočeské Soběslavi. Založená byla 1. září 1919 a její zánik nastal v roce 2000.

## Historie
Za vznikem firmy stáli dělníci vídeňských továren na šicí stroje, zejména z firmy Rezler & Komárek. Tato firma se přestěhovala do Opavy. Někteří zaměstnanci ve Vídni zůstali a po vzniku Československa se rozhodli do rodné vlasti vrátit a pokusit se založit vlastní firmu.
Jako sídlo firmy si vybrali jihočeskou Soběslav, pro své rozsáhlé pozemky, kde bylo možno ubytovat dělníky i s jejich rodinami. Samotné jméno Lada bylo vybráno mezi dělníky. Soběslavská továrna byla založena 1. září 1919. První vyrobený typ šicího stoje dostal označení "L-7". Tento typ se podařilo prodat do Polska, Maďarska a na Balkán.
Společnost začala vyrábět i nové typy šicích strojů, které se podařilo prodat i do západní Evropy, na Blízký východ a do Jižní Ameriky. Pro svůj úspěch společnost navázala dohodu s americkou firmou Singer.
Výroba šicích strojů pokračovala až do roku 1942, kdy ji nacisté zastavili. Během druhé světové války rovněž sloužila k výrobě zbraní a munice. V říjnu 1945 došlo k znárodnění firmy. Firma byla začleněna pod národní podnik Mila.
Rozmach společnosti přišel po nástupu komunistů. Firma začala zaměstnávat stovky zaměstnanců a otevřela pobočku v Jindřichově Hradci. Ročně bylo vyráběno až sto tisíc šicích strojů. Od roku 1963 společnost začala vyrábět pouze kufříkové šicí stroje, avšak s větším sortimentem.
V roce 1973 došlo k zastavění soběslavské výroby šicích strojů. Pokračovala zde pouze výroba tkacích strojů. Celá produkce byla svěřena NDR. Pád komunistického režimu pro firmu znamenal ztráty velké části zakázek ze zemí bývalého Sovětského svazu.
V roce 1995 firmu získala českobudějovická společnost M.I.C.B. vytvořená z firmy Motor Jikov. K obnově výroby došlo v dceřiné společnosti Lada Bohemia, která od roku 1998 začala znovu vyrábět, ale v Bělorusku. V roce 2006 byla celá výroba ukončena. Soběslavské závody spadly pod Motor Jikov. Celá historie firmy byla zakončena v roce 2000.
Ve 21. století došlo na Tchaj-wanu k obnově výroby pod názvem Lada.

## Vyráběné druhy (výběr)
- kufříkový šicí stroj T 132
- šicí stroj s klikatým stehem T 236
- šicí stroj s automatickým vyšíváním T 237
- šicí stroj s širším rozpichem T 238
- kufříkový šicí stroj T 136
- kufříkový šicí stroj s vyšíváním T 137